# ワシントン・ナショナルズ (1875年)
ここでは1875年にアメリカ合衆国ワシントンD.C.で活動していた、ワシントン・ナショナルズ（Washington Nationals）について記述する。

## 球団史
ワシントンでは1873年にブルーレッグスが消滅した後、1875年に再びナショナルズが結成される。前年にハートフォードで投げていたビル・ステアーンズを呼び戻すなどし、それまでのナショナルズ、ブルーレッグスにも参加していたホリー・ホリングスヘッドが監督兼任選手となった。ただ財政的に厳しかったのは相変わらずだったようである。
新たにチームに加入した投手ビル・パークスが4勝を挙げたが、チーム打率.193と全く打てないチームで、開幕から11連敗を喫する。同年7月のセントルイス遠征中に運営が破綻しチームは解散した(最後の対戦相手だったセントルイス・レッドストッキングスも同時に解散した)。遠征先の選手からは『球団関係者が資金を持ち逃げした』という電報が打たれたという。

## 戦績
| 年度   | リーグ | 試合 | 勝利 | 敗戦 | 勝率 | 順位 | 監督                                    | 本拠地           |
| ------ | ------ | ---- | ---- | ---- | ---- | ---- | --------------------------------------- | ---------------- |
| 1875年 | NA     | 28   | 5    | 23   | .179 | 9位  | ホリー・ホリングスヘッド ビル・パークス | Olympics Grounds |

## 所属した主な選手
- ビル・パークス：投手としてプレーしたのは1年のみ。チーム最多の4勝を挙げた。

## 主な球団記録
- 通算最多安打：24（アート・アリソン）
- 通算最多打点：13（ジョン・デイリー）